# Arctosa togona
Arctosa togona este o specie de păianjeni din genul Arctosa, familia Lycosidae, descrisă de Roewer, 1960.
Este endemică în Togo. Conform Catalogue of Life specia Arctosa togona nu are subspecii cunoscute.